# Thomas Middleton

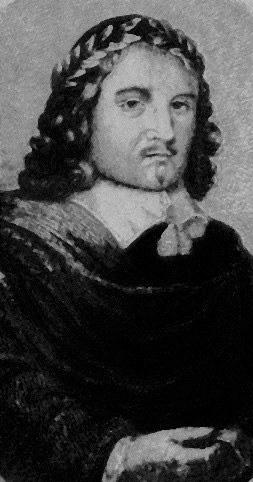
Thomas Middleton.

Thomas Middleton (bautizado en Londres, 18 de abril de 1580-Newington Butts, julio de 1627), dramaturgo inglés de teatro renacentista inglés.

## Biografía
Nació seguramente en Londres. Se educó en el Queen's College de Oxford, donde estudió derecho, y fue admitido en Gray's Inn en 1593. Publicó tres volúmenes de versos en 1600; empezó a escribir teatro en 1602, según recoge el Diario de Henslowe: Blurt, Master Constable (1602) fue impresa. Escritor prolífico, estuvo en la plantilla de los Boys of St. Paul's y los Admiral's Men. Algunas obras de entonces (entre 1602 y 1607) son A Mad World, My Masters  (c. 1605), A Trick to Catch the Old One  (c. 1605) y Michaelmas Term (c. 1606). Colaboró con Thomas Dekker en las comedias de The Honest Whore [Part I]  (1604), The Family of Love  (1603-1607) y The Roaring Girl (1610). Su obra maestra es A Chaste Maid in Cheapside (1611), que ofrece una panorámica extensa de un Londres corrupto en todas sus capas sociales; estas comedias expresan los vicios burgueses del Londres de su época en tono satírico. Desde 1613 sirvió al Lord Mayor en Londres y fue cronista oficial o city chronologer desde 1620 hasta su muerte en 1627. Siguió escribiendo para el teatro colaborando con William Rowley: A Fair Quarrel  (pub. 1617), The World Tossed at Tennis  (pub. 1620) y su gran tragicomedia The Changeling  (1622). Su drama patriótico A Game at Chess  (1624) fue un éxito sin precedentes que fue retirada por las protestas del embajador español a causa de su contenido antiespañolista.  Una de sus últimas piezas fue Women Beware Women  (c. 1625). Algunos críticos piensan que es autor de The Revenger's Tragedy (1607). Middleton murió por causas naturales y fue enterrado el 4 de julio de 1627.
La obra de Middleton se caracteriza por un profundo cinismo sobre la naturaleza humana y una gran vis cómica; los verdaderos héroes son bastante raros en su teatro; la mayoría son egoístas, pagados de sí mismos y ambiciosos. Fue un convencido calvinista y esta visión del mundo se refleja en su obra.

## Obras

### Como autor único
- Blurt, Master Constable (1602)
- The Phoenix (1603-04)
- A Trick to Catch the Old One (c.1605)
- The Puritan (1606)
- Your Five Gallants (1607)
- The Second Maiden's Tragedy (1611)
- No Wit, No Help like a Woman's (1611)
- A Chaste Maid in Cheapside (1611)
- The Witch (c.1613)
- Hengist, King of Kent (1619-1620)
- The Sun in Aries: A Pageant (1621)
- Women Beware Women, a tragedy (1621)
- A Game at Chess (1624)

### En colaboración
- The Honest Whore, Part I (1604) con Thomas Dekker
- The Roaring Girl (1610) con Thomas Dekker
- The Family of Love (1603-1607) con Thomas Dekker
- A Fair Quarrel (1615-17) con William Rowley
- The Old Law (1618) (con William Rowley & Massinger)
- The Changeling (1622) con William Rowley
- Anything for a Quiet Life (c.1621) con John Webster.
- Timón de Atenas, con William Shakespeare

### Probable atribución
- The Bloody Banquet (?1600-02) (Thomas Dekker)
- The Revenger's Tragedy (1607) (Cyril Tourneur)
- A Yorkshire Tragedy (1608) (Shakespeare)
- The Nice Valour (1615-16) (Beaumont & Fletcher folio)

### Misceláneas
- "Love for Such a Cherry Lip"  (from Blurt, Master Constable)

## Enlaces
- Wikiquote alberga frases célebres de o sobre Thomas Middleton.

- Datos: Q344865
- Multimedia: Thomas Middleton / Q344865
- Citas célebres: Thomas Middleton